# B8 (Zypern)
Die B8 ist eine Hauptstraße erster Ordnung in Zypern. Sie verbindet die Küstenstadt Limassol mit dem Ort Troodos im Troodos-Gebirge auf einer Strecke von etwa 44 km.

## Verlauf
Die B8 beginnt im Stadtgebiet von Limassol und verläuft von dort aus nach Norden. Dabei kreuzt sie die Autobahn 1 nördlich von Limassol. Die Straße führt weiter in die Berge durch die Orte Alassa und Trimiklini nach Saittas. Ab dort wird die Straße kurvenreicher und verläuft weiter durch die Bergorte Moniatis und Pano Platres. Beim Ort Troodos endet die B8 schließlich auf einer Höhe von über 1700 m in der B9 in der Nähe des höchsten Bergs Zyperns, dem Olympos.